# Norfolkia squamiceps
Norfolkia squamiceps és una espècie de peix de la família dels tripterígids i de l'ordre dels perciformes.

## Morfologia
- Els mascles poden assolir 4,6 cm de longitud total.[1][2]

## Hàbitat
És un peix marí, de clima temperat i associat als esculls de corall que viu a entre 0-12 m de fondària.

## Distribució geogràfica
Es troba a Austràlia (incloent-hi l'Illa de Lord Howe i l'Illa Norfolk) i Nova Caledònia.

## Observacions
És inofensiu per als humans.